# Província de Boujdour
|  | Per a altres significats, vegeu «Cap Bojador». |

La província de Boujdour (àrab: إقليم بو جدور, iqlīm Bū Jdūr; amazic estàndard marroquí: ⵜⴰⵙⴳⴰ ⵏ ⴱⵓⵊⴹⵓⵕ, tasga n Bujḍuṛ) és una de les províncies creades pel govern marroquí al Sàhara Occidental, un territori no autònom sota supervisió del Comitè de Descolonització de l'Organització de les Nacions Unides. El seu procés de descolonització va ser interromput en 1976, quan Espanya, la seva potència administradora, va abandonar el territori en virtut de l'Acord Tripartit de Madrid, no vàlid segons el Dret internacional. Part del territori està ocupat pel Marroc, qui l'inclou dins de la regió Laâyoune-Sakia El Hamra, i reclamat per l'autoproclamada República Àrab Sahrauí Democràtica. Per a més informació, vegeu Estatus polític del Sàhara Occidental. Té una superfície de 43.753 km² i 46.129 habitants censats en 2004. La seva ciutat principal és Bojador.

## Evolució demogràfica
| Any            | Població total | Població urbana | Població rural |
| -------------- | -------------- | --------------- | -------------- |
| 1994           | 21.691         | 15.167          | 6.524          |
| 2004           | 46.129         | 36.843          | 9.286          |
| Dades del cens |                |                 |                |

## Divisió administrativa
La província es divideix en un municipi
| Municipi          | 1994   | 2004   | Taxa de creixement |
| ----------------- | ------ | ------ | ------------------ |
| Bojador           | 15.167 | 36.843 | 243 %              |
| Dades dels censos |        |        |                    |

| Comunes rurals    | 1994  | 2004  | Taxa de creixement |
| ----------------- | ----- | ----- | ------------------ |
| Guelta Zemur      | 4.716 | 6.740 | 42 %               |
| Jraifia           | 1.294 | 1.385 | 0,7 %              |
| Lamssid           | 514   | 1.161 | 125 %              |
| Dades dels censos |       |       |                    |